# Forrest Hamilton
Forrest Clyde Hamilton, detto Fog (St. Clair, 16 giugno 1930 – Beaverton, 7 ottobre 2021), è stato un cestista statunitense.

## Biografia
È stato un giocatore di punta per l'Università del Missouri nel campionato nazionale nel 1952 e nel 1953, servendo anche come sostituto per gli Stati Uniti alle Olimpiadi estive del 1952. Con gli Stati Uniti ha disputato il Campionato del mondo del 1954, vincendo la medaglia d'oro. È stato inserito nella Missouri Sports Hall of Fame nel 1990. Venne scelto al sesto giro del Draft NBA 1953 dai New York Knicks. In seguito giocò nella AAU con i Peoria Caterpillars.
Forrest in seguito divenne un professionista delle vendite per la Chase Bag Company a St. Louis, Missouri. Ha sposato Betty Von Hoffmann, dalla quale ha avuto due figli. Dopo la fine di questo matrimonio, ha sposato Joan Francine Merlo, con la quale si è trasferito a Louisville, Kentucky, per lavoro, e ha avuto un altro figlio. La famiglia in seguito si trasferì a Beaverton, nell'Oregon, sempre per il datore di lavoro di Hamilton. Forrest morì all'età di 91 anni.